# Riketsje
Riketsje (Rickettsia) – rodzaj Gram-ujemnych bakterii o kształcie pałeczkowatym z rzędu Rickettsiales.
Nazwa pochodzi od nazwiska Howarda Taylora Rickettsa.
Są to pasożyty wewnętrzne, zwykle obligatoryjnie wewnątrzkomórkowe, występujące u człowieka i ssaków, owadów (np. pcheł, wszy), niekiedy innych stawonogów (kleszczy), przenoszone przez owady na ludzi i inne ssaki i wywołujące w ich organizmach „riketsjozy”. Niekiedy mogą wchodzić w symbiozę ze stawonogami.
Najgroźniejszą riketsjozą jest tyfus plamisty (dur plamisty). Inne riketsjozy to: gorączka Q, gorączka plamista.
Riketsje na odzieży zachowują zdolność zakażania przez okres 2-3 tygodni. Rezerwuarem drobnoustrojów są zakażone pchły pasożytujące na szczurach i myszach. Riketsje są wydalane przez wszy wraz z kałem oraz ich wymiocinami. Do ustroju mogą dostać się przez drapanie skóry. Zmiany patologiczne riketsjoz dotyczą naczyń krwionośnych, układu nerwowego, gruczołów dokrewnych i serca.
Hoduje się je w zwierzętach laboratoryjnych (Rudolf Weigl używał wszy), zapłodnionych jajach kurzych. Są zbliżone wielkością do wirusów ospy. Zawierają DNA i RNA w stosunku 1:3,5. Otoczone są wrażliwą na lizozym, cienką ścianą komórkową zawierającą kwas muraminowy.
Riketsje są blisko spokrewnione z organizmem, który dał początek mitochondriom.

## Gatunki
- Rickettsia felis
- Rickettsia prowazekii[1]
- Rickettsia rickettsii
- Rickettsia typhi[1]
- Rickettsia conorii
- Rickettsia africae
- Rickettsia akari
- Rickettsia japonica
- Rickettsia sibirica
- Rickettsia australis